# 7,62×54 mm R
A 7,62×54 mm R peremes (R – rimmed) puskatöltény, melyet az Orosz Birodalomban fejlesztettek ki és rendszeresítettek 1891-ben. Eredetileg a Moszin-Nagant puskához készítették, de később széles körben elterjed. A cári időszakot követően a szovjet időszakban is használatban maradt. Még napjainkban is használják, ilyen lőszert tüzel többek között az SZVD távcsöves puska és a PKM géppuska is.